# وایترسفلدن
وایترسفلدن (به آلمانی: Weitersfelden) یک منطقهٔ مسکونی در اتریش است که در ناحیه فرایشتات واقع شده‌است. وایترسفلدن ۴۳٫۷ کیلومتر مربع مساحت دارد ۷۳۳ متر بالاتر از سطح دریا واقع شده‌است.